# Ogień zwalczaj ogniem
Fire with Fire – amerykański dramat filmowy z 2012 roku w reżyserii David Barrett. W rolach głównych wystąpiły Josh Duhamel, Rosario Dawson i Bruce Willis. Premiera odbyła się 31 sierpnia 2012 roku. Wideo kręcone było w Nowym Orleanie, w stanie Luizjana.

## Fabuła
Bohaterem filmu jest objęty programem ochrony świadków mężczyzna (Josh Duhamel) z zawodu strażak, który stara się uchronić ukochaną od człowieka (Vincent D’Onofrio), przeciwko któremu ma zeznawać.

## Obsada
- Josh Duhamel jako Jeremy Coleman
- Rosario Dawson jako Talia Durham
- Bruce Willis jako Mike Cella
- Vincent D’Onofrio jako Neil Hagan
- 50 Cent jako Emilio
- Richard Schiff jako Harold Gethers
- Julian McMahon jako Robert
- Kevin Dunn jako agent Mullens
- Arie Verveen jako Darren
- Bonnie Sommerville jako Karen Westlake